# Marshall Warren Nirenberg
Marshall Warren Nirenberg (New York City, 10 aprile 1927 – New York, 15 gennaio 2010) è stato un biochimico statunitense.
È noto per aver svelato il codice genetico e per averne interpretato il ruolo nella sintesi proteica. Tali studi gli valsero il Premio Nobel nel 1968 insieme a Robert Holley ed Har Gobind Khorana.

## Biografia

### Infanzia ed adolescenza
Marshall Warren Nirenberg nacque a New York il 10 aprile del 1927 dall'unione dei coniugi Harry Nirenberg e Minerva Bykowsky Nirenberg. Nel 1941 Marshall contrasse la febbre reumatica e la famiglia si trasferì quindi ad Orlando (Florida).
Nella sua adolescenza, Marshall sviluppò un interesse scientifico ed artistico per la natura, tanto da annotare attentamente delle note e dei bozzetti al riguardo delle sue scoperte.

### Studi
Nel 1945 Marshall si diplomò alle scuole superiori e si iscrisse all'Università della Florida, a Gainesville dove ottenne la laurea triennale in zoologia e chimica nel 1948. Dopo un'interruzione, Nirenberg riprese nel 1950 gli studi nella medesima Università ottenendo la laurea magistrale in zoologia nel 1952 con una tesi sui Trichoptera.
Nello stesso anno si trasferì presso Ann Arbor per iscriversi all'Università del Michigan, dove, nel 1957 ottenne il dottorato di ricerca in chimica biologica grazie alle sue dissertazioni sull'assorbimento degli zuccheri esosi da parte delle cellule tumorali.

### Pubblicazioni e lavori
In seguito alla sua tesi, Nirenberg venne premiato nel 1957 dalla Società Americana sul Cancro (American Cancer Society) con un periodo di due anni di collaborazione con Steven DeWitt al laboratorio del NIAMDD (Istituto Nazionale sulle Problematiche Artritiche Metaboliche e Digestive).
Al termine di ciò, nel 1959 fu scelto per far parte della Sezione del Servizio della Salute Pubblica relativamente agli enzimi metabolici al NIAMDD. L'anno successivo venne a far parte dello staff come biochimico.

### Ricerche su DNA ed RNA
Nel 1959 cominciò le ricerche sul DNA, sull'RNA e sulla produzione di proteine. Intraprese una serie di esperimenti assieme a Heinrich Matthaei ed i due dimostrarono che l'RNA trasmette i "messaggi" codificati nel DNA e organizza il modo in cui gli amminoacidi formano le proteine.
A seguito delle ricerche la fama dello scienziato crebbe, con il Congresso di Biochimica a Mosca nel 1961 e Nirenberg ricevette quindi nel 1962 il Premio per la Biologia Molecolare all'Accademia Nazionale delle Scienze. Nello stesso anno fu promosso capo della Sezione di Genetica Biochimica all'Istituto Nazionale della Sanità.
In seguito all'abbandono del progetto di Matthaei, Nirenberg proseguì il suo lavoro sul codice genetico e nel 1966 riuscì a decifrare tutti i codoni, e due anni più tardi, nel 1968 ottenne il Premio Nobel per la Medicina condividendolo con Robert Holley e Har Gobind Khorana

### Altri riconoscimenti
Nel 1966 Nirenberg ottenne la Medaglia Nazionale delle Scienze e nel 1968 la Medaglia Nazionale d'Onore.

### Ricerche successive
Dopo le ricerche nel campo della genetica, Nirenberg passò agli studi sulla neurobiologia, approfondendo i suoi studi in particolare sul trovare un codice neurale: cercava infatti un altro campo di ricerca, oltre alla genetica, che studiasse il trattamento delle informazioni, il loro immagazzinamento ed il loro rilascio: un cambio di ricerca adeguato era quindi quello della neurobiologia e le ricerche sul cervello erano dal punto di vista delle informazioni vicine a quelle su DNA ed RNA.

### Morte
Marshall Warren Nirenberg muore il 15 Gennaio del 2010, nella sua casa a New York, a causa di cancro.

## Ricerca
Nel 1959, quando Nirenberg iniziò le sue ricerche, molto era stato definito relativamente al DNA. I lavori di Francis Crick, James Dewey Watson ed Oswald Avery ne avevano chiarito la struttura ed il ruolo di molecola latrice dell'informazione genetica. Non era ancora chiaro il meccanismo attraverso cui il DNA potesse essere replicato e fornire informazioni per la sintesi proteica. Non era nemmeno chiaro quale ruolo potesse avere l'RNA in questi processi.
Per rispondere a questi interrogativi, Nirenberg intraprese i suoi studi ai NIH insieme ad Heinrich Matthaei nel 1960. Riuscirono a sintetizzare un filamento di RNA composto solo da uracile all'interno di un estratto cellulare di Escherichia coli costituito solo da DNA, RNA, ribosomi ed ulteriori componenti necessari alla sintesi delle proteine. Aggiunsero all'estratto anche DNAasi, per assicurarsi che il DNA venisse degradato e che le uniche proteine potessero provenire esclusivamente dal loro RNA sintetico. In seguito procedettero all'aggiunta dei venti amminoacidi (le unità fondamentali costituenti le proteine): uno di essi era caldo (cioè marcato radioattivamente), mentre i restanti 19 freddi (cioè non marcati).
Realizzarono 20 campioni di questo tipo, in ognuno dei quali utilizzarono un amminoacido caldo differente. Dell'estratto contenente fenilalanina marcata ottennero una proteina a sua volta marcata radioattivamente. Nirenberg e Matthaei proposero questo esperimento come la dimostrazione del fatto che tre basi uracile di seguito su un RNA (UUU) codificassero per la presenza di una fenilalanina sulla proteina corrispondente. Questo esperimento fu anche la prima vera dimostrazione della presenza di un RNA messaggero.
Nell'agosto del 1961 vi fu una pubblicazione al riguardo: "The dependence of cell-free protein synthesis in E. coli upon naturally occurring or synthetic polyribonucleotides", che trattava la dipendenza della sintesi proteica nell'E. coli con i polinucleotidi sia naturali che sintetici, e nel 1962 la scoperta fu resa famosa e 'UUU' venne definita come la prima 'parola' nel 'dizionario chimico della vita'.
Gli esperimenti di Nirenberg ricevettero una grande attenzione da parte della comunità scientifica. In pochi anni, il suo gruppo di ricerca svolse infatti esperimenti del tutto simili che portarono a definire che le triplette di adenosina (AAA) e citosina (CCC) codificano per lisina e prolina, mentre le triplette di guanina apparentemente non codificavano affatto.
Il passo successivo fu effettuato tra 1964 e 1965 da Philip Leder, un ricercatore del laboratorio di Nirenberg, che sviluppò un complesso sistema di filtraggio per determinare il codice genetico su pezzi di tRNA. Questo permise di velocizzare enormemente l'assegnazione dei codoni (le triplette di basi azotate) agli amminoacidi corrispondenti, identificando 50 dei 64 codoni potenziali. Saranno gli esperimenti di Har Gobind Khorana a confermare e completare la decifrazione del codice genetico.
Nell'ottobre del 1968 ricevette per tali ricerche il premio Nobel per la medicina insieme a Har Gobind Khorana e a Robert Holley per i collettivi sforzi nel decifrare i vari aspetti del codice genetico.